# ウェイン郡 (ノースカロライナ州)
ウェイン郡（英: Wayne County,）は、アメリカ合衆国ノースカロライナ州にある郡である。人口は11万7333人（2020年）。郡庁所在地はゴールズボロであり、同郡で人口最大の都市である。
ウェイン郡はゴールズボロ都市圏に属している。郡内にはシーモア・ジョンソン空軍基地がある。

## 歴史
1730年より以前の時代、ウェイン郡となった地域に住んでいたのはインディアンのみだった。この領域に開拓者がポツポツはいるようになったが、本格的になったのは1750年より後のことだった。ウェイン郡は1779年11月2日、ドブス郡（現在は廃郡）の西部が分離して設立された。郡名はアメリカ独立戦争時の将軍"マッド・アンソニー"・ウェインに因んで名付けられた。郡を設立した法は、郡の最初の会合をジョサイア・ササーの家で開くことを決めており、その会合では、郡庁舎が建設されるまで郡の会合を開く場所を判事達が決めることとしていた。1780年までに郡政委員が指名された。1787年、ニューズ川の西岸、アンドリュー・バス博士の土地にウェインズボロの町を設立する法案が成立した。そこが現在の郡庁舎となっている。
1855年、ウェイン郡、エッジコム郡、ジョンストン郡、ナッシュ郡のそれぞれ一部を合わせて、ウィルソン郡が設立された。

## 郡政府
ウェイン郡政府は郡政委員会・マネジャー方式を採用しており、郡政委員の7人は4年間任期で選ばれている。郡内6つの小選挙区から各1人の委員が選ばれ、残る1人は郡全体を選挙区に選ばれている。7人全てが同じ4年間の任期を務める。郡政委員を決める選挙は偶数年の11月に行われる。委員会は毎年12月に行われる最初の会合で、互選によって委員長と副委員長を選出している。
ウェイン郡は地域の東部カロライナ自治体委員会のメンバーである。

## 地理
アメリカ合衆国国勢調査局に拠れば、郡域全面積は557平方マイル (1,442 km2)であり、このうち陸地553平方マイル (1,431 km2)、水域は4平方マイル (11 km2)で水域率は0.74%である。
ウェイン郡の領域は平坦から穏やかにうねる高地までがあり、川やクリークに沿って広い低地がある。標高はほとんど120フィート (37 m) から145フィート (44 m) に収まる。最大の水路はニューズ川であり、郡の中央部を二分し、東方に流れる間に20フィート (6 m) ないし40フィート (12 m) の深さの水路を造っている。セブンスプリングスの近くでは異常な形状の崖がある。他の水流としてはリトル川や北東部のケイプフェア川、さらに多くのクリークがある。
郡内の地層は砂、粘土、砂利が層をなさずに積み重なっている。大半の場所では大西洋海岸平原の地質発展期に海面が上昇また沈降したときに、海中に堆積されたものである。規模は劣るが水流も堆積物を造り、海底に堆積されたものと混じり合っている。
ウェイン郡の気候は、暖かい夏と温暖な冬が特徴である。年間平均気温は約62°F (17 ℃)、年間降水量は約50インチ (1,250 mm) である。雨は晩春から夏に多い。

### 郡区
ウェイン郡は12の郡区に分割されている。ブログデン、バックスワンプ、フォーク、ゴールズボロ、グランサム、フッドスワンプ、インディアンスプリングス、ナフンタ、ニューホープ、パイクビル、ソールストン、ストーニークリークの各郡区である。

### 交通

#### 空港、鉄道、バス
- 空港: 近くにあるキンストン地域ジェットポート (IATA: ISO, ICAO: KISO) からフロリダ州オーランド行きの定期便が発着している。ローリー・ダーラム国際空港が最も近い主要空港であり、国内外45か所以上とを結ぶ定期便が運航されている。ウェイン郡内にはゴールズボロ・ウェイン市民空港があるが、一般用途にのみ使われている。
- 鉄道:郡内を旅客鉄道は通っていない。最も近いアムトラックの駅はセルマにある。
- バス: ゴールズボロを発着するグレイハウンドのバスが運行されている。

#### 主要高規格道路
- 郡内の幹線道は アメリカ国道70号線であり、ノースカロライナ州海岸や州間高速道路95号線に接続している。 州間高速道路795号線が同95号線やアメリカ国道264号線との接続路になっている。
- 郡内を通るその他の高規格道路として、 アメリカ国道13号線、 アメリカ国道117号線、 ノースカロライナ州道111号線、 ノースカロライナ州道222号線、 ノースカロライナ州道581号線がある。
- 州間高速道路: 州間高速道路795号線がゴールズボロと、ウィルソン郡ウィルソン市近くで州間高速道路95号線に接続している。

### 隣接する郡
- ウィルソン郡 - 北
- グリーン郡 - 東北東
- レノア郡 - 東南東
- デュプリン郡 - 南
- サンプソン郡 - 南西
- ジョンストン郡 - 西

## 人口動態
以下は2000年国勢調査による人口統計データである。
| 基礎データ - 人口: 113,329人 - 世帯数: 42,612 世帯 - 家族数: 30,254 家族 - 人口密度: 79人/km2（205人/mi2） - 住居数: 47,313軒 - 住居密度: 33軒/km2（86軒/mi2） 人種別人口構成 - 白人: 61.28% - アフリカン・アメリカン: 33.02% - ネイティブ・アメリカン: 0.36% - アジア人: 0.96% - 太平洋諸島系: 0.05% - その他の人種: 3.07% - 混血: 1.25% - ヒスパニック・ラテン系: 4.94% | 年齢別人口構成 - 18歳未満: 26.2% - 18-24歳: 9.9% - 25-44歳: 30.5% - 45-64歳: 21.9% - 65歳以上: 11.6% - 年齢の中央値: 35歳 - 性比（女性100人あたり男性の人口） - 総人口: 97.3 - 18歳以上: 94.3 世帯と家族（対世帯数） - 18歳未満の子供がいる: 34.7% - 結婚・同居している夫婦: 51.6% - 未婚・離婚・死別女性が世帯主: 15.4% - 非家族世帯: 29.0% - 単身世帯: 24.5% - 65歳以上の老人1人暮らし: 9.0% - 平均構成人数 - 世帯: 2.55人 - 家族: 3.03人 | 収入と家計 - 収入の中央値 - 世帯: 33,942米ドル - 家族: 40,492米ドル - 性別 - 男性: 28,396米ドル - 女性: 21,854米ドル - 人口1人あたり収入: 17,010米ドル - 貧困線以下 - 対人口: 13.8% - 対家族数: 10.2% - 18歳未満: 18.6% - 65歳以上: 15.2% |

## 経済
ウェイン郡の産業は単純な組み立てのものから複雑な製造工程となるものまであり、製品はパンや鶏の餌から自動車部品、電気のトランスまである。工場設備の近代化や最新鋭の製造装置が追加されたことなど近年の技術開発が進んだ結果、地元製造業の多くは利益性と生産性が高まっている。
温暖な気候、約225日ある凍結の無い植物生育日、さらに幅広質の土壌が組み合わされ、非常に生産性の高い農業地帯となっている。2006年の郡内農産物出荷額は329,082,138米ドルとなった。主要作物であるタバコ、トウモロコシ、綿花、ダイズおよび小麦の売り上げは農家収入の12%近く、すなわち38,583,389米ドルとなっている。
2006年の家畜と家禽の売上高は236,287,547米ドルであり、主に豚の飼育から得られている。豚の生産高は急速に増えており、農家収入の最大資源となっている。2006年の豚の売上高は75,409,690米ドル、すなわち農家収入の23%となった。豚の生産量では国内第7位である。
郡内にあるシーモア・ジョンソン空軍基地は第4戦闘機大隊と第916空中給油部隊の基地になっている。ここで働く文民と軍人に支払われる給与は年間2億8,200万米ドルになっている。2006会計年度で、この基地の経済効果は4億6,000万米ドルとなった。

## 都市と町

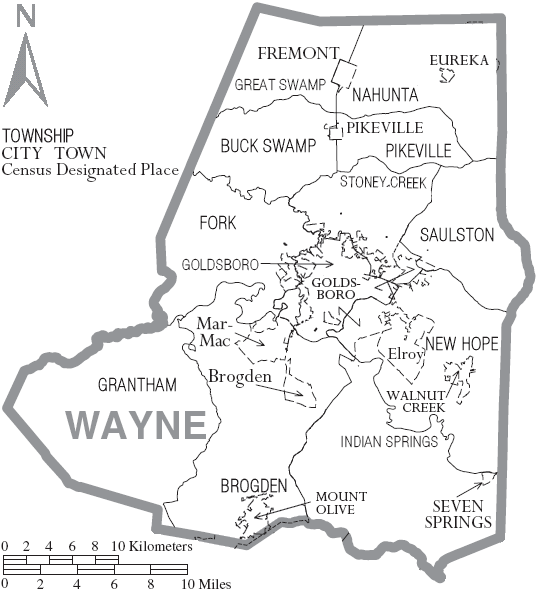
ウェイン郡の自治体と郡区

| - ブログデン - ダドリー - エルロイ - ユーレカ - フレモント - ゴールズボロ - 郡庁所在地 - マー・マック | - マウントオリーブ - パイクビル - ローズウッド - セブンスプリングス - ウォルナットクリーク - グランサム |

## 教育
ウェイン郡にはウェイン・コミュニティカレッジ、マウントオリーブ・カレッジ、およびノースカロライナ・ウェズレヤン・カレッジのゴールズボロ・キャンパスがある。
郡内の公共教育はウェイン郡公共教育学区が管轄している。学校は高校とカレッジ準備校で9校、中学校8校、小学校14校がある。私立学校が4校、チャーター公立学校が1校ある。

## 医療
- ウェイン記念病院、ゴールズボロ市、郡内第2位の雇用主
- チェリー病院、精神科、1880年に開院し、精神疾患のあるアフリカ系アメリカ人を治療した。その歴史を展示する博物館が構内にある

## メディア
日刊紙
- 「ザ・ゴールズボロ・ニューズ・アーガス」

週刊紙
- 「マウントオリーブ・トリビューン」
- 「ウェイン・ウィルソン・ニューズ・リーダー」